# МАЗ-500
МАЗ-500 — советский крупнотоннажный грузовой автомобиль второго поколения, выпускавшийся на Минском автомобильном заводе с 1963 по 1979 год. Является преемником семейства автомобилей МАЗ-200. Сборка первых товарных автомобилей начата в 1963 году. Серийный выпуск начат с марта 1965 года.

## История и описание
Первые опытные образцы появились в 1958 году, пробные сборки грузовика были выпущены в 1963 году. Осенью 1964 года МАЗ-500 был полностью готов к серийному производству, однако серийное производство было начато только в марте 1965 года. 31 декабря 1965 года с главного конвейера сошёл последний автомобиль семейства МАЗ-200 и с 1966 года завод полностью перешёл на выпуск автомобилей семейства МАЗ-500. В отличие от предшественника МАЗ-500 имел компоновку с кабиной над двигателем, что позволило несколько снизить вес машины и увеличить длину грузовой платформы, что в итоге привело к увеличению грузоподъёмности на 500 кг.
Базовым вариантом стал бортовой с деревянной платформой МАЗ-500 грузоподъёмностью 7500 кг с колёсной базой 3850 мм. Автомобиль имел характерную декоративную облицовку решётки радиатора из четырнадцати вертикальных рёбер, кожух, прикреплённый к задней стенке кабины, благодаря чему его иногда называли «Зубрик». Автомобили комплектовались пятиступенчатой коробкой передач с синхронизаторами на четырёх высших передачах и гидроусилителем руля. Благодаря мощному двигателю, МАЗ-500 мог буксировать прицеп полной массой 12 000 кг.
Новое «пятисотое» семейство представляло собой модельный ряд, в который, помимо различных вариантов бортовых автомобилей, также входили самосвал МАЗ-503, седельный тягач МАЗ-504, лесовоз МАЗ-509 и шасси для размещения на нём различного специального оборудования МАЗ-500Ш.
В 1970 году на смену МАЗ-500 пришёл МАЗ-500А с увеличившейся на 100 мм
(до 3950 мм) колёсной базой и увеличенной до 8 тонн грузоподъёмностью. Габаритные размеры были приведены в соответствие с европейскими нормами. Было изменено передаточное число главной передачи, в результате чего максимальная скорость машины увеличилась с 75 до 85 км/ч.
Внешне «пятисотые» второй серии можно отличить по новой клетчатой решётке радиатора. Кроме того, исчез кожух за кабиной. За дверями, на уровне ручки двери, появился повторитель сигнала поворота.
МАЗ-500А и его модификации продержались на производстве до 1979 года. Они были заменены обновленным семейством МАЗ-5335 с аналогичными основными характеристиками и новой  индексацией моделей, в соответствии с новой системой индексации автотранспорта СССР, производство которого развернулось с 1977 года.

## Особенности конструкции
МАЗ-500 мог нормально работать при полном отсутствии или неисправности электрооборудования, например, будучи заведён «с толкача»: в конструкции отсутствовали какие-либо безусловно необходимые для работы мотора электрокомпоненты, а усилитель руля был гидравлическим. Из-за этой особенности машина получала особую надёжность и живучесть в армии, где с успехом использовалась, даже несмотря на отсутствие полного привода. В подобном режиме работы также полностью исключалась демаскировка радиопомехами.

Благодаря качественной сборке и простоте конструкции МАЗ-500 и его модификации по праву заслужили статус неприхотливых, и даже «неубиваемых» грузовиков, из-за чего они широко использовались на междугородных перевозках до конца 1990-х годов (в основном седельные тягачи МАЗ-504В с двигателем ЯМЗ-238), а иногда встречаются и по сей день, несмотря на свой возраст и на наличие более современных аналогов.

## Модификации
- МАЗ-500 — базовая модель шасси и бортового автомобиля с двигателем ЯМЗ-236, 180 л. с. выпускалась серийно с 1964 по 1977 г.
- МАЗ-500Ш — шасси под специальное оборудование
- МАЗ-500В — бортовой с металлической платформой
- МАЗ-500Г — длиннобазный бортовой (база 5000 мм).
- МАЗ-500С (МАЗ-512) — северный вариант, в серийное производство не пошел
- МАЗ-500Ю (МАЗ-513) — тропический вариант, в серийное производство не пошел
- МАЗ-514 — трехосная (6х4) базовая модель шасси и бортового автомобиля с двигателем ЯМЗ-236, 180 л. с., построен в 1969 г., в серийное производство не пошел.
- МАЗ-514Б — трехосная (6х4) базовая модель шасси и бортового автомобиля с двигателем ЯМЗ-238Е, 265 л. с., выпускалась серийно с 1974 по 1977 г.
- МАЗ-505 — полноприводный (4х4) с двигателем ЯМЗ-236, 180 л. с., в 1966 г. выпущено несколько экземпляров.
- МАЗ-509 — полноприводный (4х4) тягач-лесовоз с двигателем ЯМЗ-236, 180 л. с., выпускался серийно с 1966 по 1990 г.

## Галерея

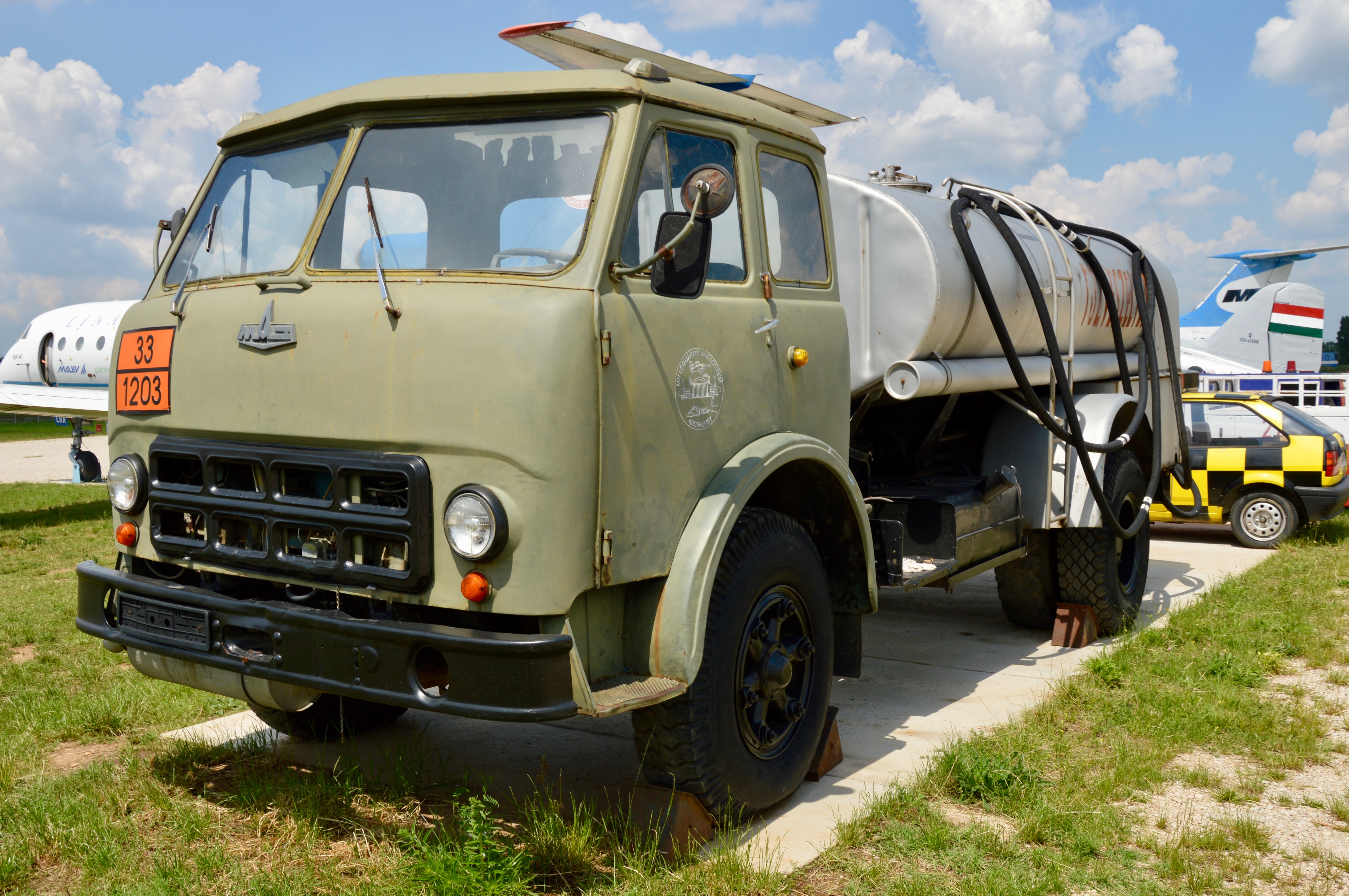
Топливозаправщик ТЗ-500
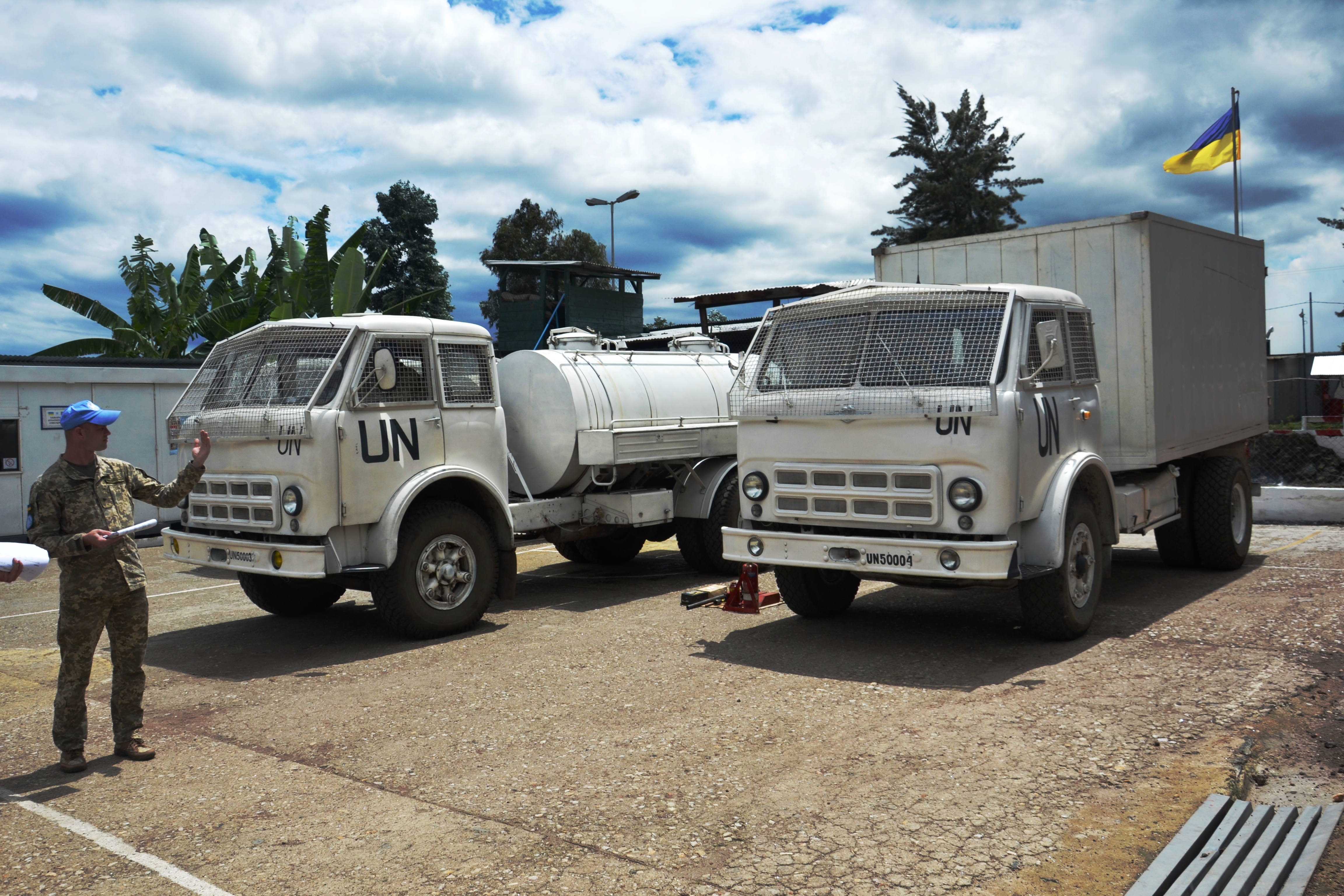
МАЗ-500А в ливрее ООН
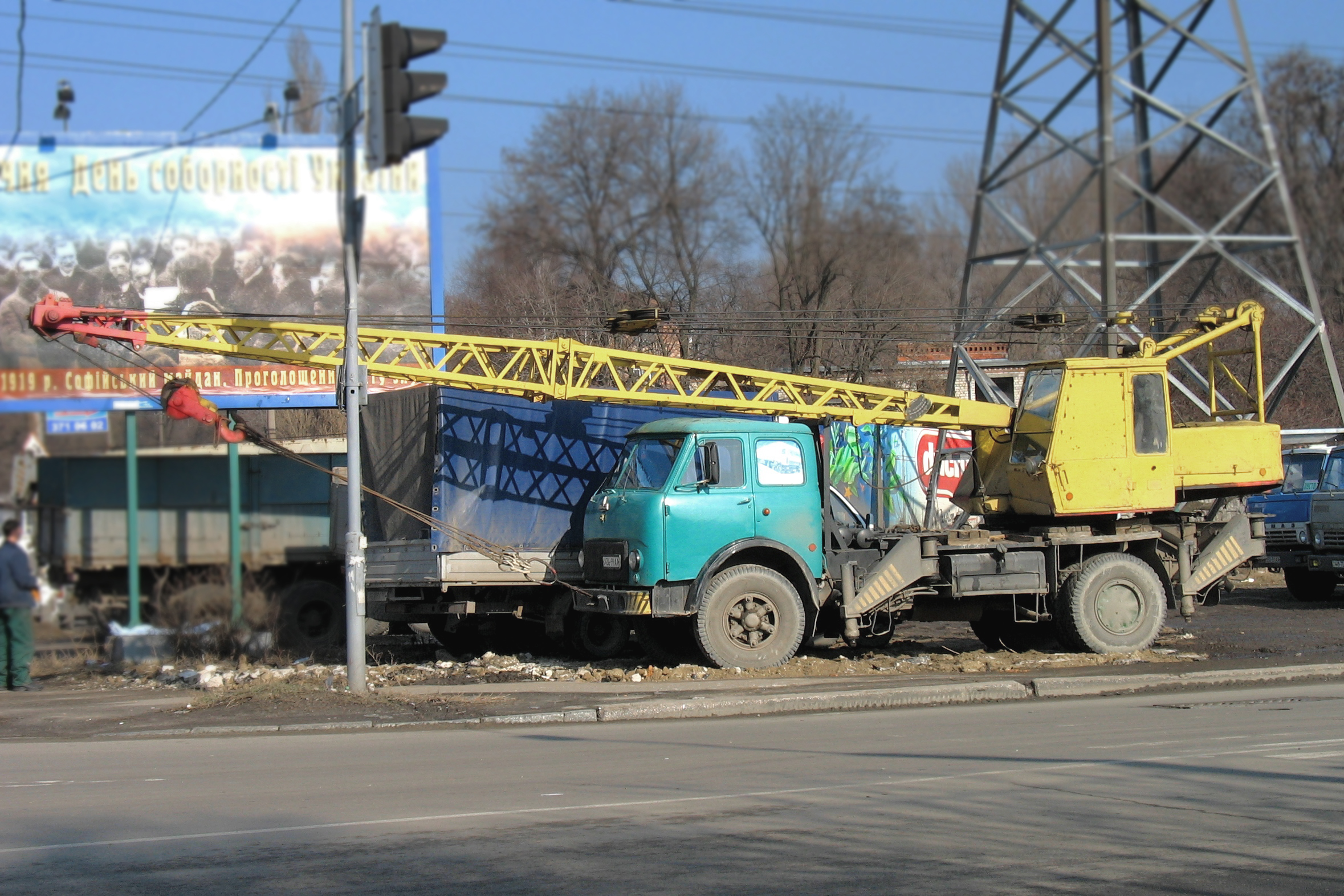
Автокран КС-3562 МАЗ-500А
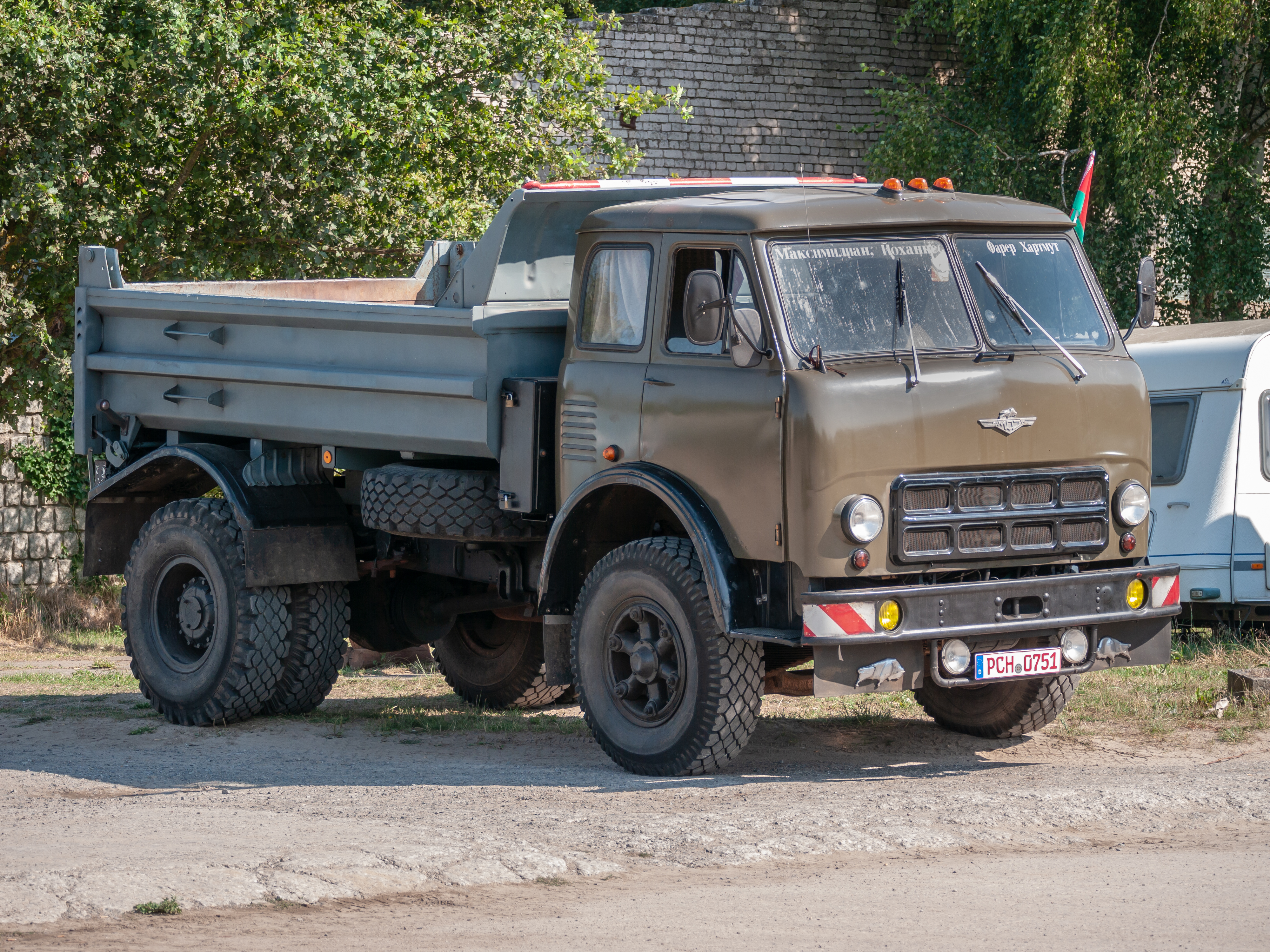
Самосвал МАЗ-503А
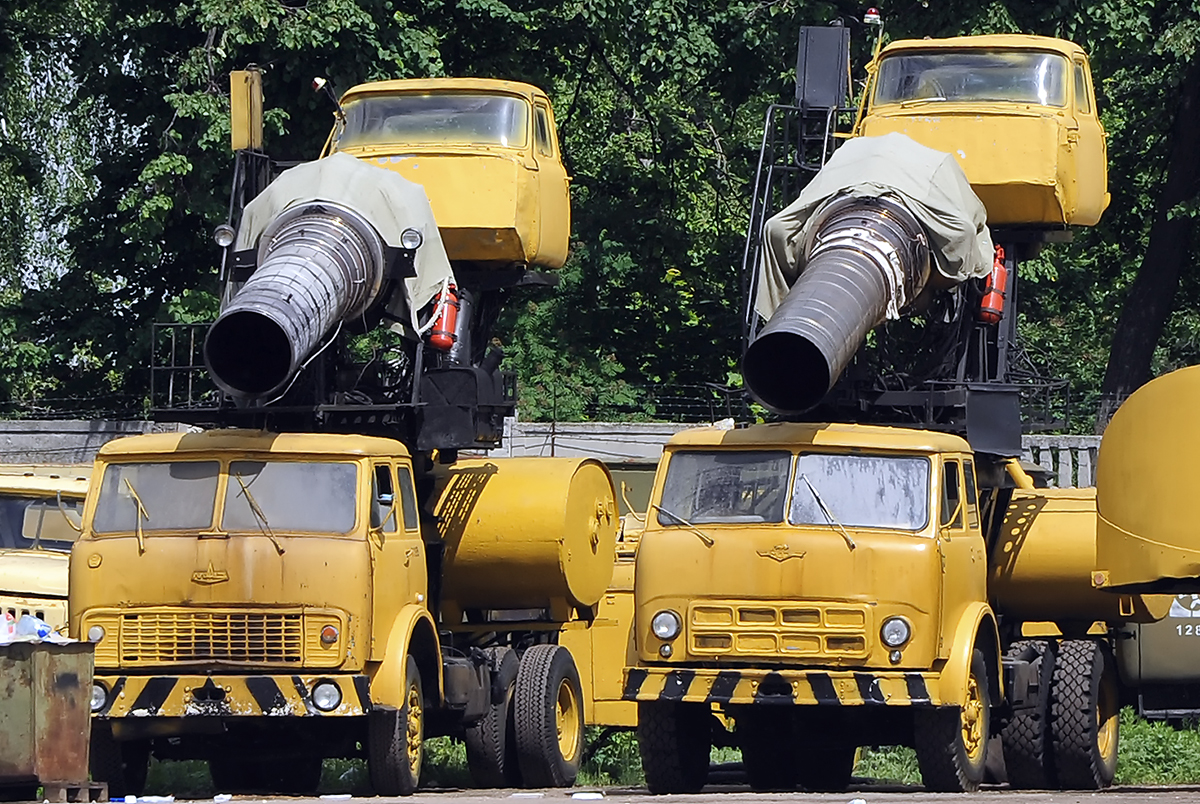
Термообдувочные машины на базе МАЗ-5335 (слева) и его предшественника МАЗ-500А (справа)
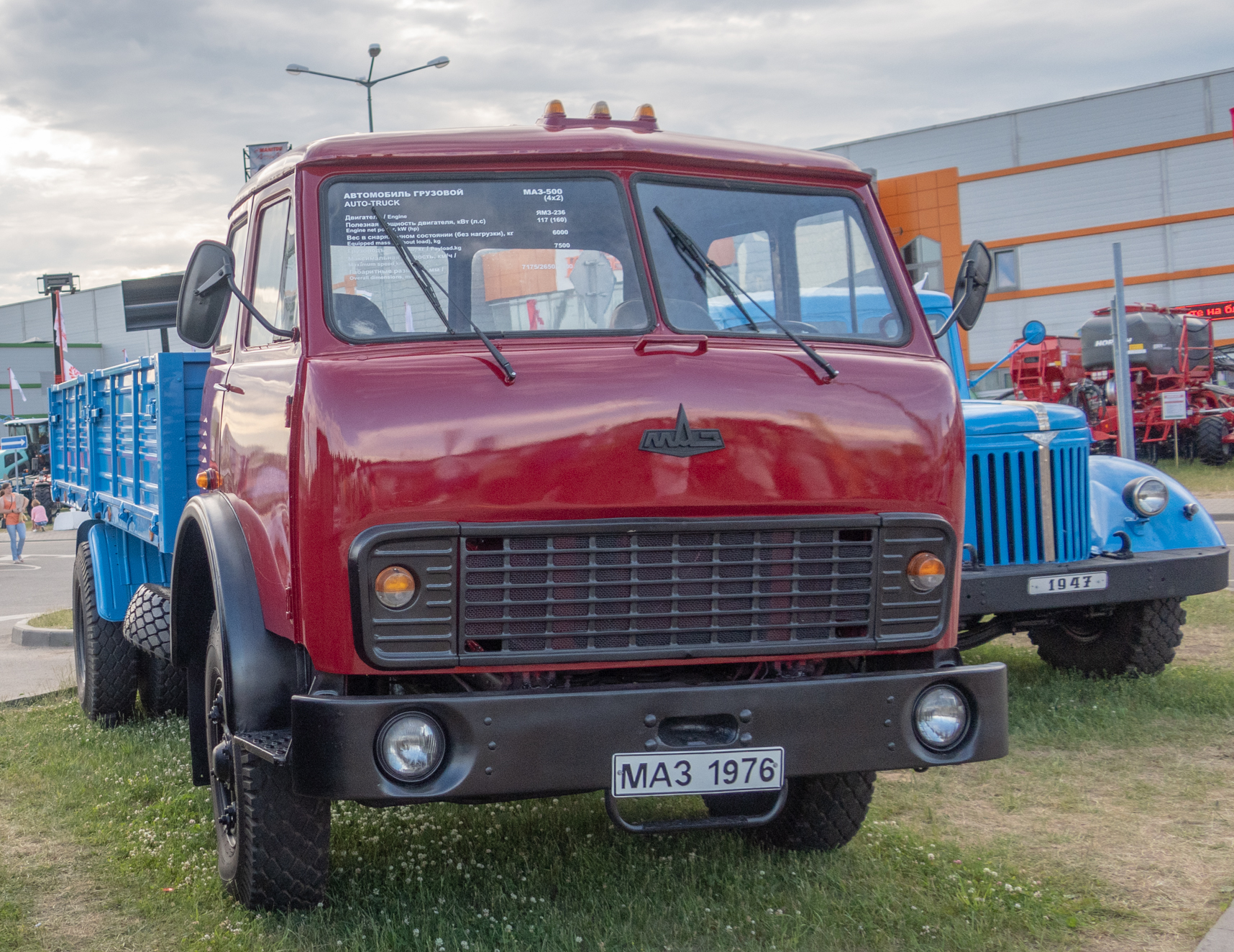
МАЗ-5335